# الوفاق (المغرب)
الوفاق الوطني (بالفرنسية: Entente nationale)‏ هو تحالف سياسي مغربي سابق أنشأه إدريس البصري، ويجمع بين ثلاثة أحزاب سياسية مغربية ليبرالية، هي الحركة الشعبية، والتجمع الوطني للأحرار، والاتحاد الدستوري. إعلن عن هذا التحالف في 25 مايو 1993 خلال الحملة الانتخابية التشريعية عام 1993 من أجل التنافس مع ائتلاف الكتلة الديمقراطية.
أعلنت الأحزاب الثلاثة في أكتوبر 2011 عضويتها في التحالف من أجل الديمقراطية، والذي شكل حول حزب الأصالة والمعاصرة، وهو حزب يُعتبر قريبًا من القصر.

## التركيبة
إليكم تركيبة تحالف الوفاق:
|  | حزب سياسي             | اختصار | الاسم باللغة الفرنسية                   | الاتجاه السياسي     | تاريخ الإنشاء | الأمين العام     | ملاحظات                                                                                    |
|  | --------------------- | ------ | --------------------------------------- | ------------------- | ------------- | ---------------- | ------------------------------------------------------------------------------------------ |
|  | الحركة الشعبية        | MP     | Mouvement populaire                     | الليبرالية والقومية | 1957          | محند العنصر      | حزب أنشاه القائد الأمازيغي المحجوبي أحرضان بمساعدة الدكتور عبد الكريم الخطيب.              |
|  | التجمع الوطني للأحرار | RNI    | Rassemblement national des indépendants | الليبرالية          | 1978          | صلاح الدين مزوار | حزب ليبرالي أنشأه أحمد عثمان، بعد الانتخابات التشريعية عام 1977 مباشرة                     |
|  | الاتحاد الدستوري      | UC     | Union constitutionnelle                 | الليبرالية          | 1983          | محمد عبيد        | حزب أنشأه محمد المعطي بوعبيد عام 1983. هو رئيس وزراء الحكومة المنتهية ولايته في ذلك الوقت. |